# Simning vid världsmästerskapen i simsport 2022 – Herrarnas 200 meter frisim
Herrarnas 200 meter frisim vid världsmästerskapen i simsport 2022 avgjordes mellan den 19 och 20 juni 2022 i Donau Arena i Budapest i Ungern.
Rumänska 17-åringen David Popovici tog guld efter ett lopp på tiden 1.43,21. Det var det fjärde snabbaste loppet genom tiderna på 200 meter frisim och blev ett nytt juniorvärldsrekord samt rumänskt rekord. Silvret togs av sydkoreanska Hwang Sun-woo som satte ett nytt sydkoreanskt rekord på tiden 1.44,47. Bronset togs av brittiska Tom Dean, vilket var hans första medalj på VM i långbana.

## Rekord
Inför tävlingens start fanns följande världs- och mästerskapsrekord:
|                   | Namn            | Nation   | Tid     | Ort          | Datum        |
| ----------------- | --------------- | -------- | ------- | ------------ | ------------ |
| Världsrekord      | Paul Biedermann | Tyskland | 1.42,00 | Rom, Italien | 28 juli 2009 |
| Mästerskapsrekord | Paul Biedermann | Tyskland | 1.42,00 | Rom, Italien | 28 juli 2009 |

## Resultat

### Försöksheat
Försöksheaten startade den 19 juni klockan 09:51.
| Placering | Heat | Bana | Namn                 | Nationalitet          | Tid     | Noteringar |
| --------- | ---- | ---- | -------------------- | --------------------- | ------- | ---------- |
| 1         | 7    | 5    | David Popovici       | Rumänien              | 1.45,18 | 0Q0        |
| 2         | 7    | 2    | Hwang Sun-woo        | Sydkorea              | 1.45,79 | 0Q0        |
| 3         | 7    | 6    | Felix Auböck         | Österrike             | 1.45,84 | 0Q0        |
| 4         | 7    | 4    | Tom Dean             | Storbritannien        | 1.45,99 | 0Q0        |
| 5         | 7    | 3    | Drew Kibler          | USA                   | 1.46,13 | 0Q0        |
| 6         | 5    | 3    | Elijah Winnington    | Australien            | 1.46,19 | 0Q0        |
| 7         | 6    | 3    | Lukas Märtens        | Tyskland              | 1.46,45 | 0Q0        |
| 8         | 5    | 5    | Danas Rapšys         | Litauen               | 1.46,70 | 0Q0        |
| 9         | 5    | 4    | Fernando Scheffer    | Brasilien             | 1.46,71 | 0Q0        |
| 10        | 6    | 4    | Katsuhiro Matsumoto  | Japan                 | 1.46,72 | 0Q0        |
| 11        | 6    | 5    | Kieran Smith         | USA                   | 1.46,73 | 0Q0        |
| 12        | 6    | 6    | Antonio Djakovic     | Schweiz               | 1.47,00 | 0Q0        |
| 13        | 7    | 1    | Marco De Tullio      | Italien               | 1.47,27 | 0Q0        |
| 14        | 7    | 7    | Matthew Sates        | Sydafrika             | 1.47,28 | 0Q0        |
| 15        | 5    | 0    | Roman Mityukov       | Schweiz               | 1.47,44 | 0Q0        |
| 16        | 7    | 0    | Jordan Pothain       | Frankrike             | 1.47,51 | 0Q0        |
| 17        | 5    | 1    | Robin Hanson         | Sverige               | 1.47,54 |            |
| 18        | 7    | 8    | Denis Loktev         | Israel                | 1.47,63 |            |
| 19        | 6    | 0    | Hadrien Salvan       | Frankrike             | 1.47,71 |            |
| 19        | 6    | 1    | Ji Xinjie            | Kina                  | 1.47,71 |            |
| 19        | 6    | 7    | Nándor Németh        | Ungern                | 1.47,71 |            |
| 22        | 5    | 8    | Breno Martins        | Brasilien             | 1.47,79 |            |
| 23        | 5    | 7    | Velimir Stjepanović  | Serbien               | 1.47,94 |            |
| 24        | 6    | 8    | Stefano Di Cola      | Italien               | 1.48,09 |            |
| 25        | 6    | 9    | Ruslan Gaziev        | Kanada                | 1.48,10 |            |
| 26        | 5    | 2    | Rafael Miroslaw      | Tyskland              | 1.48,28 |            |
| 27        | 4    | 4    | Khiew Hoe Yean       | Malaysia              | 1.48,37 |            |
| 28        | 4    | 5    | Marwan Elkamash      | Egypten               | 1.48,48 |            |
| 29        | 4    | 3    | Dimitrios Markos     | Grekland              | 1.48,72 |            |
| 30        | 5    | 6    | Matt Richards        | Storbritannien        | 1.48,74 |            |
| 31        | 7    | 9    | Jorge Iga            | Mexiko                | 1.48,96 |            |
| 32        | 6    | 2    | Zac Incerti          | Australien            | 1.49,12 |            |
| 33        | 3    | 4    | Mikel Schreuders     | Aruba                 | 1.49,39 |            |
| 34        | 3    | 3    | Aleksey Tarasenko    | Uzbekistan            | 1.49,87 |            |
| 35        | 4    | 1    | Glen Jun Wei Lim     | Singapore             | 1.49,94 |            |
| 36        | 4    | 7    | Sergio de Celis      | Spanien               | 1.50,03 |            |
| 37        | 4    | 6    | Wesley Roberts       | Cooköarna             | 1.50,24 |            |
| 38        | 4    | 9    | Santiago Corredor    | Colombia              | 1.50,44 |            |
| 39        | 4    | 2    | Cameron Gray         | Nya Zeeland           | 1.50,64 |            |
| 40        | 3    | 5    | Max Mannes           | Luxemburg             | 1.51,06 |            |
| 41        | 3    | 2    | František Jablčník   | Slovakien             | 1.51,25 |            |
| 42        | 5    | 9    | Cheuk Ming Ho        | Hongkong              | 1.51,60 |            |
| 43        | 3    | 7    | Pavel Alovatki       | Moldavien             | 1.51,64 |            |
| 44        | 4    | 8    | Hoàng Quý Phước      | Vietnam               | 1.52,47 |            |
| 45        | 4    | 0    | Yordan Yanchev       | Bulgarien             | 1.52,62 |            |
| 46        | 3    | 1    | Omar Abbass          | Syrien                | 1.52,78 |            |
| 47        | 3    | 6    | Luka Kukhalashvili   | Georgien              | 1.53,08 |            |
| 48        | 3    | 8    | Noah Mascoll-Gomes   | Antigua och Barbuda   | 1.53,30 |            |
| 49        | 3    | 0    | Pedro Chiancone      | Uruguay               | 1.54,08 |            |
| 50        | 3    | 9    | José Campo           | El Salvador           | 1.55,74 |            |
| 51        | 2    | 6    | Ramazan Omarov       | Kirgizistan           | 1.56,22 |            |
| 52        | 2    | 1    | Salem Sabt           | Förenade arabemiraten | 1.56,40 |            |
| 53        | 2    | 3    | Bartal Eidesgaard    | Färöarna              | 1.57,08 |            |
| 54        | 2    | 4    | Ado Gargović         | Montenegro            | 1.57,74 |            |
| 55        | 2    | 5    | Henrique Mascarenhas | Angola                | 1.58,03 |            |
| 56        | 1    | 4    | Adnan Al-Abdallat    | Jordanien             | 1.59,70 |            |
| 57        | 1    | 3    | Nasir Hussain        | Nepal                 | 2.00,99 |            |
| 58        | 2    | 2    | Haziq Samil          | Brunei                | 2.04,14 |            |
| 59        | 2    | 8    | Israel Poppe         | Guam                  | 2.05,00 |            |
| 60        | 1    | 5    | Eminguly Ballykov    | Turkmenistan          | 2.05,06 |            |
| 61        | 2    | 7    | Sangay Tenzin        | Bhutan                | 2.08,36 |            |

### Semifinaler
Semifinalerna startade den 19 juni klockan 19:14.

#### Semifinal 1
| Placering | Bana | Namn                | Nationalitet   | Tid     | Noteringar |
| --------- | ---- | ------------------- | -------------- | ------- | ---------- |
| 1         | 4    | Hwang Sun-woo       | Sydkorea       | 1.45,46 | 0Q0        |
| 2         | 5    | Tom Dean            | Storbritannien | 1.45,48 | 0Q0        |
| 3         | 3    | Elijah Winnington   | Australien     | 1.45,53 | 0Q0        |
| 4         | 7    | Antonio Djakovic    | Schweiz        | 1.46,61 |            |
| 5         | 1    | Matthew Sates       | Sydafrika      | 1.46,63 |            |
| 5         | 2    | Katsuhiro Matsumoto | Japan          | 1.46,63 |            |
| 7         | 6    | Danas Rapšys        | Litauen        | 1.46,82 |            |
| 8         | 8    | Jordan Pothain      | Frankrike      | 1.47,66 |            |

#### Semifinal 2
| Placering | Bana | Namn              | Nationalitet | Tid     | Noteringar |
| --------- | ---- | ----------------- | ------------ | ------- | ---------- |
| 1         | 4    | David Popovici    | Rumänien     | 1.44,40 | 0Q0        |
| 2         | 5    | Felix Auböck      | Österrike    | 1.45,17 | 0Q0        |
| 3         | 3    | Drew Kibler       | USA          | 1.45,54 | 0Q0        |
| 4         | 6    | Lukas Märtens     | Tyskland     | 1.45,94 | 0Q0        |
| 5         | 7    | Kieran Smith      | USA          | 1.46,06 | 0Q0        |
| 6         | 2    | Fernando Scheffer | Brasilien    | 1.46,11 |            |
| 7         | 1    | Marco De Tullio   | Italien      | 1.46,29 |            |
| 8         | 8    | Roman Mityukov    | Schweiz      | 1.47,78 |            |

### Final
Finalen startade den 20 juni klockan 18:02.
| Placering | Bana | Namn              | Nationalitet   | Tid     | Noteringar  |
| --------- | ---- | ----------------- | -------------- | ------- | ----------- |
| 1         | 4    | David Popovici    | Rumänien       | 1.43,21 | 0VRJ0, 0NR0 |
| 2         | 3    | Hwang Sun-woo     | Sydkorea       | 1.44,47 | 0NR0        |
| 3         | 6    | Tom Dean          | Storbritannien | 1.44,98 |             |
| 4         | 7    | Drew Kibler       | USA            | 1.45,01 |             |
| 5         | 5    | Felix Auböck      | Österrike      | 1.45,11 |             |
| 6         | 8    | Kieran Smith      | USA            | 1.45,16 |             |
| 7         | 1    | Lukas Märtens     | Tyskland       | 1.45,73 |             |
| 8         | 2    | Elijah Winnington | Australien     | 1.45,82 |             |